# Kayapo
Die Kayapó, auch Kaiapó oder portugiesisch Caiapó, sind ein indigenes Volk des Amazonasgebiets im brasilianischen Mato Grosso und Pará. Sie sprechen eine namensgleiche Sprache, die zur Gê-Sprachfamilie gehört, und leben am Rio Xingu, einem Nebenfluss des Amazonas. Die Dörfer verteilen sich zudem entlang der Flussläufe des Irirí, Bacajá und Fresco. Die Gebiete der Kayapó befinden sich damit in dichtem tropischem Regenwald, in dem nur vereinzelt offene Graslandflächen vorkommen.

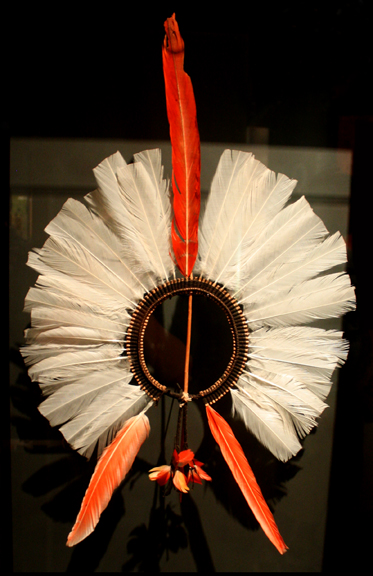
Kayapó Kopfschmuck, oder ákkápa-ri, ca. 1910, National Museum of the American Indian

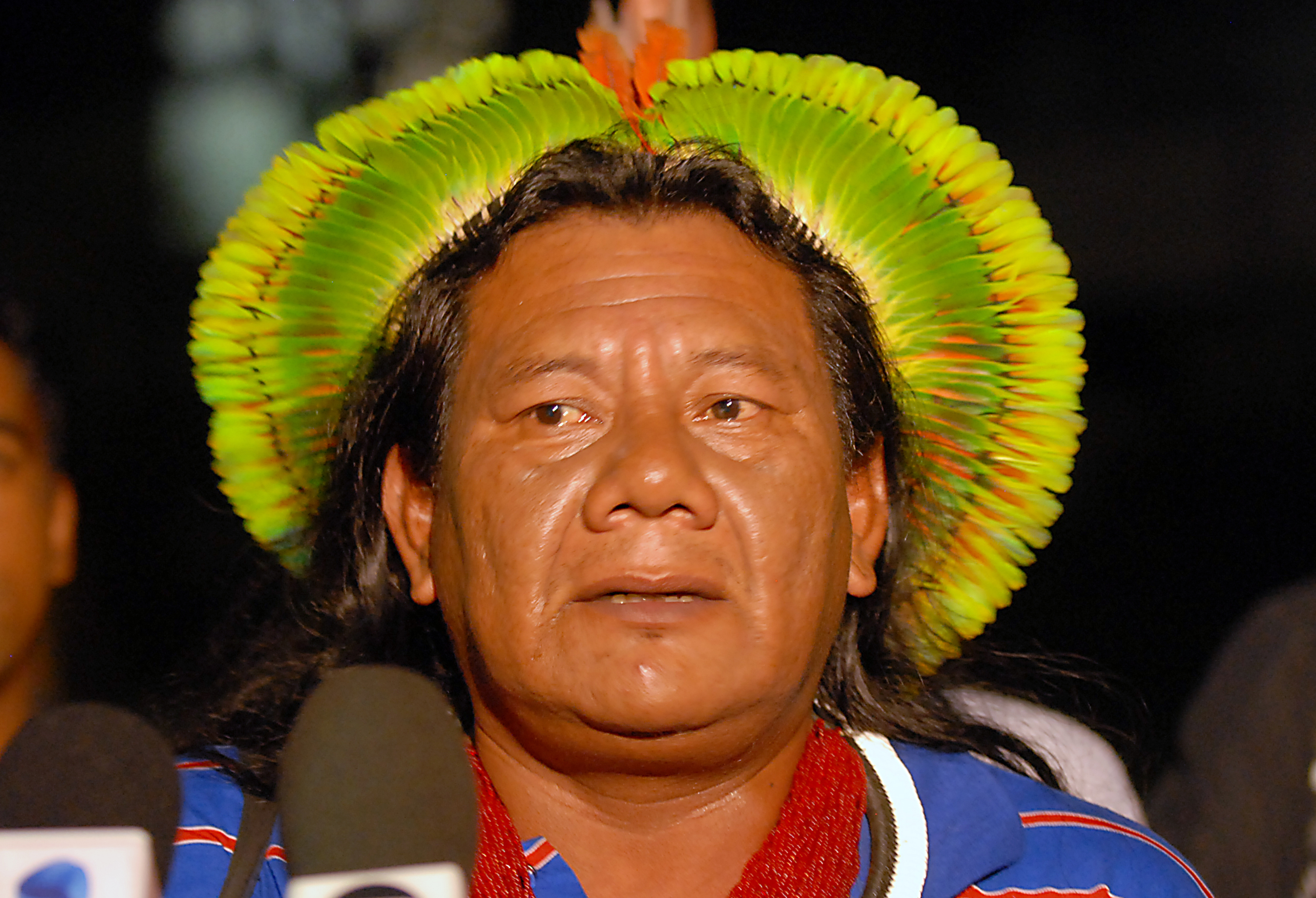
Der Häuptling Akiaboro, oberster Führer aller Kayapo-Dörfer, spricht zur Presse nach der Teilnahme an der 13. ordentlichen Sitzung der Nationalen Kommission für Indigenenpolitik am 2. Juni 2010.

Der Stamm zählte 2013 9000 Mitglieder.  Diese verteilen sich auf 13 Gruppen mit jeweils etwa 30–100 Mitgliedern, die mit der brasilianischen Mehrheitsgesellschaft in Kontakt sind, sowie drei bis vier bisher völlig isolierte Gruppen. Untergruppen sind hierbei beispielsweise die: Xikrin, Gorotire, Menkragnoti und Metyktire.
Der Begriff Kayapo tritt ab dem 19. Jahrhundert auf. Diese Bezeichnung, welche vermutlich „Ähnlichkeit mit Affen“ bedeutet und die sich auf ein Ritual bezieht, in dem die Männer Tänze mit Affenmasken aufführen, haben die Kayapo von benachbarten Stämmen erhalten. Sich selbst nennen sie me bê ngôkre, was „Menschen des Raumes zwischen den Gewässern“ bedeutet.
Ihr Reservat besteht aus fünf zusammenhängenden Gebieten mit festgelegten Grenzen, insgesamt so groß wie die fünf neuen Bundesländer in Deutschland.

## Geschichte
Die ältesten Informationen über die Kayapo stammen vom Ende des 19. Jahrhunderts. Damals waren sie in drei Hauptgruppen unterteilt. Diese waren die Ira´amranhre (die, die auf der Ebene gehen), Goroti-re (die Menschen von der großen Gruppe) und Porekry (die Menschen des kleinen Bambus). Die Gesamtbevölkerungszahl betrug damals etwa 7.000 Menschen.
Die ersten Kontakte zwischen den Kayapo und Weißen erfolgten 1805–1810 und hatten katastrophale Folgen für die Kayapo: die Kolonialisten verwüsteten die Felder, Frauen und Kinder wurden verschleppt und als Sklaven verkauft.

## Kayapo-Dörfer
Bei einem Kayapo-Dorf handelt es sich um eine politisch und wirtschaftlich unabhängige Einheit. Es wird in traditioneller Kreisform angelegt, wobei die Wohnhäuser einen großen offenen Dorfplatz umgeben. Der Dorfplatz ist ein beliebter Versammlungsplatz und der Ort, an dem Reden vorgetragen werden. Am Dorfplatz befindet sich zudem das Männerhaus, das als Werkstatt und Schlafplatz für unverheiratete Männer dient.  
Das Dorf wird aufgeteilt in Wohneinheiten, die bestimmten Familien zugewiesen sind. Heiratet ein Kayapo-Mann, zieht er zu seiner Frau. Wird dadurch die Anzahl der Bewohner eines Hauses zu groß, teilen sich die Bewohner auf und bauen ein weiteres Haus in der unmittelbaren Nähe des ersten.
Jede Wohneinheit wird mit bestimmten Privilegien assoziiert. Die Bewohner der jeweiligen Einheiten dürfen beispielsweise bestimmte Tänze aufführen, rituelle Funktionen übernehmen, bestimmten Schmuck tragen oder bestimmte Tierarten halten und züchten.
Zum Dorf gehören außerdem noch die Waldfläche um das Dorf sowie der nächstgelegene Flussabschnitt und die Maisfelder. Der Bereich außerhalb gilt als antisozialer Bereich. Dort können Menschen in wilde Tiere oder Geister verwandelt werden, krank werden oder ohne Grund Verwandte töten. Je weiter vom Dorf entfernt, desto antisozialer ist der Wald, wobei auch die Gefahren immer größer werden.

## Wirtschaft
Die Kayapo betreiben Subsistenzwirtschaft. Diese besteht aus Jagen, dem Brandrodungsfeldbau, dem Sammeln wilder Früchte und dem Fischfang. Vor allem die Frauen sind mit dem Anbau von Nahrungsmitteln beschäftigt. Jede Familie hat dabei eigene Felder, auf denen sie Yams, Mais, Zuckerrohr, Bananen, Maniok, tropische Früchte, Baumwolle und Tabak anbauen. Die Felder liegen 2–6 km vom Dorf entfernt.
Die Männer haben keine häuslichen Pflichten, sie gehen auf die Jagd und betreiben Fischfang, stellen Werkzeuge her und führen Gespräche im Männerhaus. Die Männer gehen für gewöhnlich allein auf die Jagd, anstelle der traditionellen Waffen werden dabei heute Gewehre verwendet. Bogen, Pfeile, Keulen und Speere finden sich heutzutage nur noch in Zeremonien. Gejagt wird vor allem großes Wild, wie Tapire, Pekaris, Hirsche, Affen, Wildhühner, Schildkröten und Pakas. Auch Jaguare, Pumas und Ozelots werden getötet, aber nicht gezielt gejagt.
Die Frauen sind für die Feldarbeit, die Nahrungszubereitung und das Aufziehen der Kinder zuständig.
Zudem verdienen die Kayapo Geld, indem sie Handwerksprodukte und Nüsse verkaufen, zudem erlauben sie Holzfällern und Goldsuchern gegen Geld in ihrem Gebiet zu arbeiten.

## Rituale

### Namensgebung
Die Kayapo unterscheiden zwei verschiedene Namen: den gewöhnlichen Namen sowie den schönen oder großen Namen. Der gewöhnliche bezieht sich zum Beispiel auf Aussehen, Umgebung oder Lebenserfahrung; heute werden zudem auch brasilianische Namen übernommen. Der schöne Name wird aus zwei Teilen zusammengesetzt: dem Zeremonialpräfix und einem Suffix, wobei acht verschiedene Präfixe existieren, die jeweils mit einer bestimmten Namensgebungszeremonie zusammenhängen. Die Namen werden dabei von Verwandten verliehen, bei den Jungen von den Großvätern und Onkeln mütterlicherseits, bei den Mädchen von den Großmüttern und Tanten väterlicherseits. Die schönen Namen müssen zudem durch die jeweilige Zeremonie bestätigt werden.

### Initiationsritus
Der Initiationsritus ist ein komplizierter Prozess, unter anderem verbunden mit ritueller Heirat. Der Ritus dauert ein bis vier Monate und findet immer gemeinsam mit den Namensgebungszeremonien oder dem Fischfangritual statt. Durchgeführt wird er nur alle 5–10 Jahre, wobei allerdings immer nur 5–8 Jungen im Alter zwischen 12 und 14 Jahren teilnehmen, sodass nicht alle Jungen in der Zeremonie geehrt werden können.

## Altersstufen
Von der Geburt bis zum Tod werden die Kayapo in verschiedene Altersstufen eingeteilt. Jede Stufe hat dabei eine andere Bezeichnung und spezielle Verhaltensnormen, Schmuckstücke, Körperbemalungen und Haarschnitte. Der Übergang befindet sich stets an sozial bestimmten oder zeitlich festgelegten Ereignissen.
Von der Geburt an bis zu der Zeit, zu der das Kind laufen lernt, werden beide Geschlechter als „die Kleinen“ bezeichnet. Sie werden von der Mutter in einem Tragetuch überall mit hingenommen. Das Durchstechen der Ohrläppchen bei den Mädchen sowie das Durchstechen der Unterlippe bei den Jungen findet wenige Tage nach der Geburt statt. Dieses Loch wird allmählich vergrößert, bis in der Pubertät eine Lippenscheibe eingesetzt wird, welche die Fähigkeit der schönen und klugen Rede symbolisiert. Die Kinder werden zudem ausgiebig bemalt und geschmückt.
Von der frühen Kindheit bis zur Pubertät werden die Jungen als „der, der beginnt in das Männerhaus einzutreten“ bezeichnet. In diesem Alter werden sie von den Eltern unabhängiger.
Vor dem Beginn der Pubertät wird der Übergangsritus durchgeführt. Dabei führt ihn eine nicht mit dem Jungen verwandte Person zum Männerhaus und nimmt ihm seinen gesamten Schmuck ab. Stattdessen wird der gesamte Körper des Jungen schwarz bemalt. Der Junge ist dann Mitglied der „Bemalten“. Die mit ihm nicht verwandte Person wird zum Ersatzvater. Der Junge wohnt dann ab dem Beginn der Zeremonie bis zur Zeugung des ersten ehelichen Kindes im Männerhaus. Er wird dann nicht mehr als Mitglied seines Geburtshaushaltes angesehen. In diesem Alter lernen die Jungen zudem handwerkliche Fähigkeiten und zeremoniell überliefertes Wissen.
Bei Eintritt in die Pubertät werden zwei kurze wichtige Zeremonien durchgeführt. In der ersten wird der Junge zum letzten Mal von seinem Ersatzvater bemalt, in der zweiten erhält er seine Penishülle, die ihn zu den „die, die auf neue Weise schlafen“ gehören lässt. Nach diesen beiden Zeremonien gelten die jungen Männer als heiratsfähig, die Hochzeit wird jedoch meist so weit wie möglich herausgezögert. Die Männer schlafen nun immer noch im Männerhaus, schleichen sich jedoch nachts oft heraus, um Mädchen in deren Häusern zu besuchen. Die Ehe wird nur dann als vollzogen betrachtet, wenn die Frau ein Kind bekommt, davor kann sie leicht aufgelöst werden.
Ab der Geburt des ersten Kindes gehört der Vater zu denen, „die Kinder haben“, welche in die jüngeren Väter, „die mit neuen Kindern“, und die älteren, „die mit vielen (vier oder mehr) Kindern“, unterschieden werden.
Wird der Mann zum Großvater, gehört er zu den „alten Menschen“, welche eine passivere Rolle in der Gesellschaft einnehmen.

## Die Me Rax
Als die Me Rax oder „Große Menschen“ werden bei den Kayapo Männer bezeichnet, die aufgrund einer Führungsrolle, einer rituellen Funktion oder des Besitzens eines bestimmten Wissens einen besonderen Status sowie Ruhm erworben haben. Hierbei gibt es sechs Kategorien, in denen man zum Me Rax werden kann: Schamanen, Kenner von Heilpflanzen, Redner, Ritualexperten, Kundschafter und Anführer. Bis auf die Redekunst und den Schamanismus, welche den „alten Menschen“ vorbehalten sind, werden sie von Männern jeder Altersstufe ausgeübt. Die Funktionen werden nicht weitervererbt, sondern aufgrund von Charaktereigenschaften wie Tapferkeit, Redegabe, Ehrgeiz und vorbildlichem Verhalten verliehen.

## Kunsthandwerk
Kunsthandwerkliche Objekte werden nahezu ausschließlich von Männern angefertigt, Frauen fertigen nur Häkelarbeiten. Ein einzelner Mann darf hierbei nicht alle Kunstwerke herstellen, da zwischen Kategorien spezialisierter Handwerker unterschieden wird.
Besonders bekannt sind die Kayapo für ihren Federschmuck. Um die nötigen Federn zu erhalten, gehen Männergruppen etwa einen Monat oder auch länger auf die Jagd auf bestimmte Vogelarten. Dabei werden stumpfe Pfeile verwendet, durch die die Vögel vom Baum geschossen, aber nicht getötet werden. Die geschossenen Vögel werden dann mitgenommen und als Haustiere gehalten, das Recht Vögel zu halten ist allerdings Frauen vorbehalten. Das Recht wird hierbei innerhalb der Wohngemeinschaft weitergegeben. Das Problem hierbei ist, dass Personen, die das Recht haben, bestimmte Federn zu verarbeiten, oft nicht das Recht haben, die zugehörigen Vögel zu halten, weshalb ein Tauschsystem entwickelt wurde.
Seit dem 70ern verkaufen die Kayapo ihren Federschmuck in den Städten. Nachdem sie bemerkt hatten, dass die Touristen neu angefertigte Ware bevorzugen, wurden Objekte speziell für den Verkauf hergestellt, wobei die Kayapo genau zwischen Federschmuck für den eigenen Bedarf und welchem für den Verkauf unterscheiden. Für den zum Verkauf bestimmten Federschmuck verwenden sie zudem nur Federarten, die sie nicht für den eigenen Federschmuck verwenden. So kam es zur Entwicklung einer neuen Kunstform, die der Airport-Art zuzurechnen ist.

## Landrechte und Umweltfragen

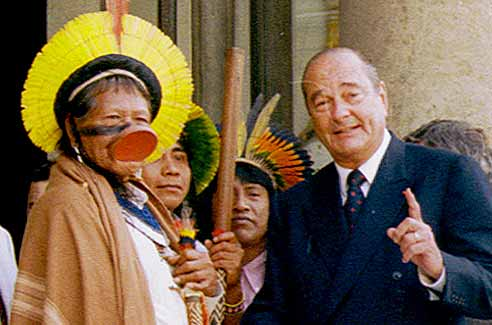
Der im Jahr 2011 zum Ehrenbürger von Paris ernannte Umweltschutzaktivist Raoni Metuktire im Mai 2000 mit dem damaligen Staatspräsidenten Jacques Chirac anlässlich eines Empfangs im Elyséepalast

Vor einigen Jahren konnten die Kayapo ein Projekt der dortigen Bergbaugesellschaften verhindern und somit eine Zerstörung ihrer Lebensgrundlagen abwehren. Allgemein bekannt wurde der Stamm der Kayapo dadurch, dass er sich das Satellitenfernsehen zu Nutze machte, während seine Mitglieder gegen den Bau des Belo-Monte-Wasserkraftwerks protestierten. Damit sollte die Flutung des Oberlaufs des Rio Xingu verhindert werden. Über Facebook hielten sie Kontakt, stellten Videos ihrer Zeremonien und Treffen ins Internet und fanden prominente Mitstreiter wie Sting. Der Protest war zunächst erfolgreich, weil 1989 der Kredit für den Bau des Staudamms bis auf weiteres abgelehnt wurde. Allerdings gab es später weiteres. Bei einer neuen Planung ist die Fläche des geplanten Stausees auf ein Viertel verkleinert worden. Dafür ist am 26. Januar 2011 die erste Baugenehmigung erteilt worden. Die Bauarbeiten begannen kurz danach. Das Kraftwerk soll mit dem Vollausbau die Nennleistung 11.233,1 Megawatt brutto erreichen. Es sollte im Jahr 2015 als drittgrößtes Wasserkraftwerk der Welt ans Netz gehen. Tatsächlich sind die ersten Wasserturbinen mit der Nennleistung 649,9 Megawatt am 5. Mai 2016 offiziell in Betrieb genommen worden. Das Kraftwerk sollte bis 2019 fertiggestellt werden.[veraltet]